# Metzler (Bankiersfamilie)

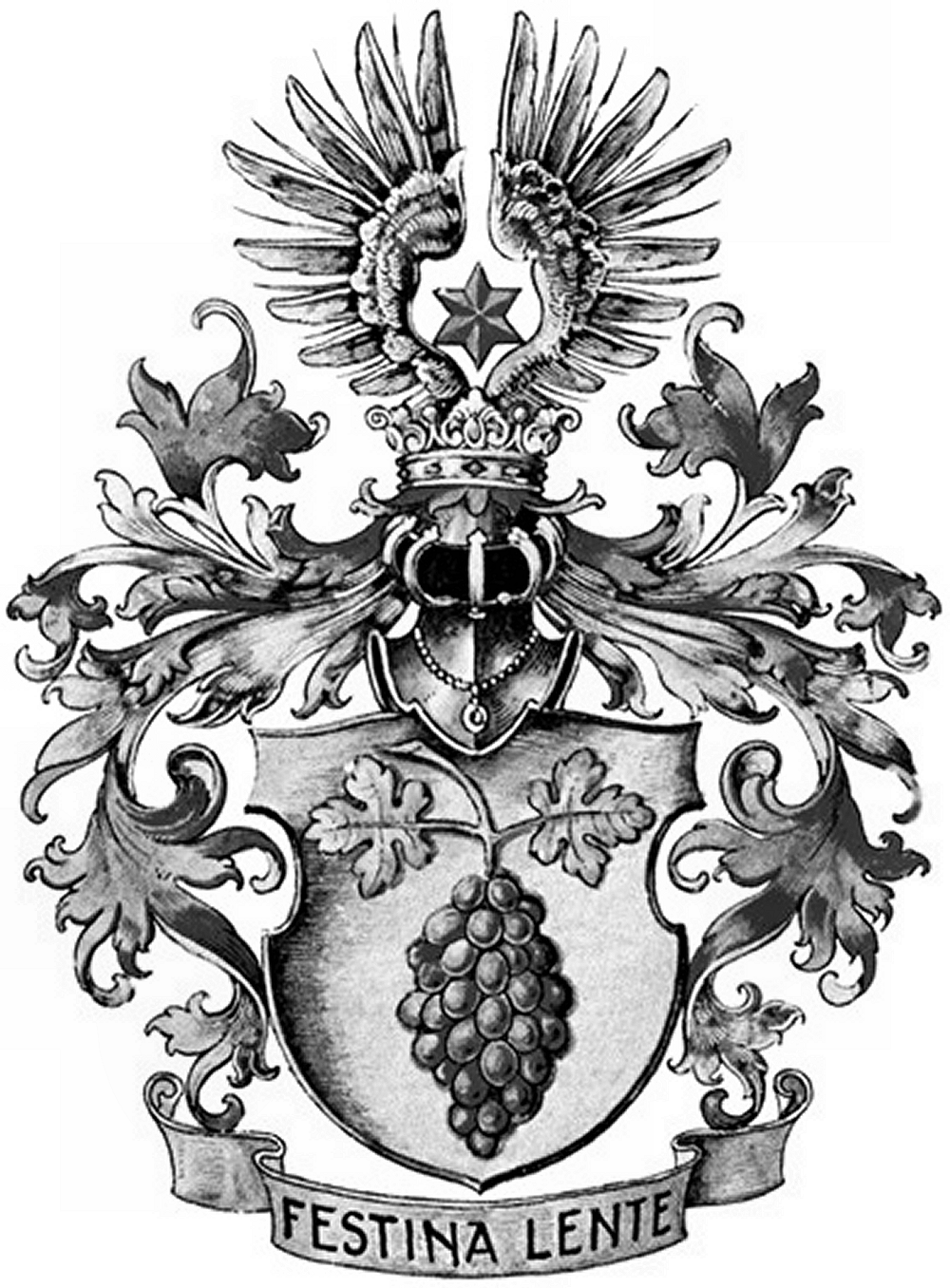
Wappen derer von Metzler

Metzler ist der Name einer aus Frankfurt am Main stammenden Familie von Bankiers, welche 1901 in den erblichen preußischen Adelsstand erhoben wurde.

## Geschichte

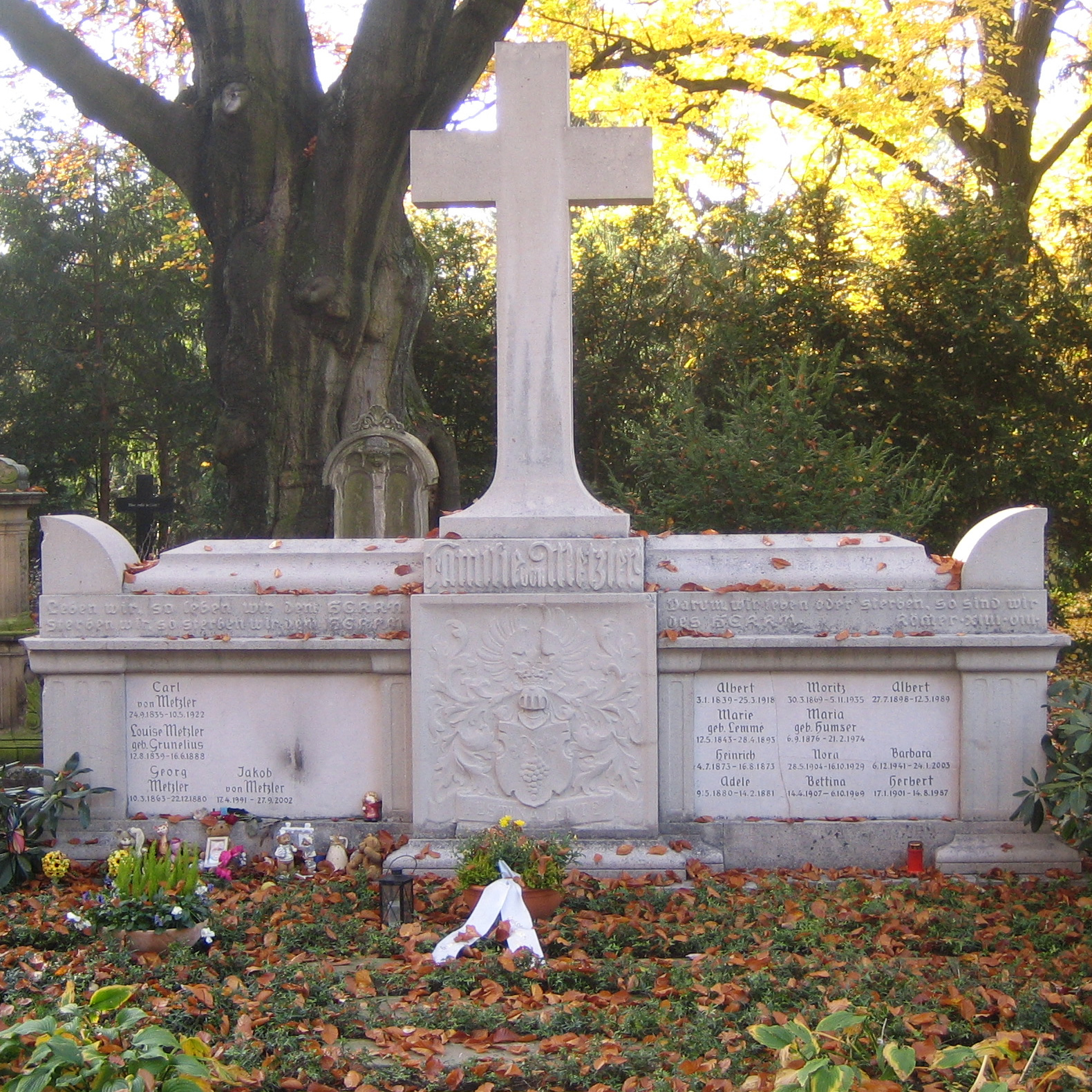
Familiengrab der Familie Metzler auf dem Frankfurter Hauptfriedhof

Die evangelische Familie Metzler war eine ursprünglich aus dem Erzgebirge stammende sächsische Pfarrersfamilie, die seit 1671 in Frankfurt am Main ansässig ist und dort 1676 das Bürgerrecht erwarb. Die sichere Stammreihe beginnt mit Valentin Metzler (* Hainichen 1543, † Schlettau 1608), Rektor und Pfarrer zu St. Katharinenberg im Buchholz bei Annaberg, dann Pfarrer zu Geyer und Schlettau.
Benjamin Metzler zog 1671 nach Frankfurt am Main und machte sich 1674 mit einem Handelshaus selbstständig, das zunächst hauptsächlich im Leinen-, Baumwoll- und Spezereienhandel engagiert war, sich aber ab etwa 1760 ganz auf Bankgeschäfte konzentrierte. Sein jüngerer Bruder August Metzler (* 12. September 1654), ging nach Stuttgart und gründete 1682 die J. B. Metzler’sche Verlagsbuchhandlung.
Friedrich Metzler, der Urenkel Benjamin Metzlers, wurde 1749 in Bordeaux als siebtes von zwölf Kindern der Eheleute Wilhelm Peter Metzler und Marie Pauline (Paulette) Boyer geboren. Unter der Führung Friedrich Metzlers wurde der bis dahin als Handelshaus geführte Familienbetrieb zum Bankhaus umgebaut. Seit dem Ende des 18. Jahrhunderts war die Familie Metzler kontinuierlich im Rat der Freien Reichsstadt und später im Senat der Freien Stadt Frankfurt vertreten.
Georg Friedrich Metzler brachte das Geschäft des Bankhauses Metzler zu neuer Blüte. Von 1842 bis 1849 war er Mitglied der Frankfurter Handelskammer. 1851 erwarb er das Landhaus Salzwedel und ließ es zur Villa Metzler ausbauen.
Die Erhebung in den preußischen Adelsstand erfolgte am 18. Januar 1901 in Berlin für die Brüder Albert und Carl Metzler (1835–1922).

## Wappen
Blasonierung: In Gold eine blaue Weintraube an zweiblättrigen natürlichen Stiel. Auf dem Helm mit blau-goldenen Helmdecken ein blauer Stern zwischen offenem goldenen Flug. Wahlspruch: Festina lente.

## Genealogie (Auszug)
Benjamin Metzler (* 1650; † 1686), Tuchhändler, zog 1671 nach Frankfurt am Main
1. Friedrich Metzler (* 1749; † 1825), Bankier und Politiker ⚭ 1779 Susanna Fingerlin (* 1764; † 1799), und hatte aus dieser Ehe drei Kinder:
  1. Johann Friedrich Metzler (* 1780; † 1864), Bankier und Politiker ⚭ Johanna Heyder (* 1784; † 1836), und hatte aus dieser Ehe Nachkommen, darunter: 
    1. Georg Friedrich Metzler (* 1806; † 1889), Bankier und Politiker ⚭  1833 Johannette Fuchs (* 1811; † 1882), und hatte aus dieser Ehe fünf Kinder, darunter:
      1. Carl Metzler, seit 1901 von Metzler (* 1835; † 1922), Bankier
      2. Mathilde Friedrike Schmidt-Metzler (* 1840; † 1932), Stifterin und langjährige Bewohnerin der Villa Metzler
      3. Albert Metzler, seit 1901 von Metzler (* 1839; † 1918), Bankier und Politiker ⚭ Marie Lemmé (* 1843; † 1893), und hatte aus dieser Ehe Nachkommen, darunter:
        1. Moritz von Metzler (* 1869; † 1935) ⚭ Anna Maria Humser (* 1876; † ?), und hatte aus dieser Ehe Nachkommen, darunter:
          1. Albert von Metzler (* 1898; † 1989), Bankier ⚭ Elisabeth Kunze (* 1915; † 2012), und hatte aus dieser Ehe Nachkommen, darunter:
            1. Barbara von Metzler (* 1941; † 2003), Mäzenin
            2. Friedrich von Metzler (* 1943; † 2024), Bankier ⚭ Sylvia N.N. (* ?), und hatte aus dieser Ehe drei Kinder:
              1. Franz von Metzler (* ?)
              2. Elena von Metzler (* ?)
              3. Jakob von Metzler (* 1991; † 2002)

  2. Christian Benjamin Metzler (* 1781; † 1863), Bankier in Frankfurt am Main
  3. Marie Elisabeth Metzler (* ?; † ?) ⚭ Christian Friedrich Koch (* ?; † ?), Weinhändler und englischer Konsul

## Weitere Familienmitglieder
- Johann Wilhelm Metzler (* 1755; † 1837), Jurist und Politiker
- Gustav von Metzler (* 1908; † 1984), Bankier, Teilhaber des Bankhauses Metzler
- Christoph von Metzler (* 1943; † 1993), Bankier